# Jilleanne Rookard
Jilleanne Rookard (ur. 9 stycznia 1983 w Wyandotte) – amerykańska łyżwiarka szybka.

## Kariera
Największy sukces w karierze Jilleanne Rookard osiągnęła w sezonie 2010/2011, kiedy zajęła trzecie miejsce w klasyfikacji końcowej Pucharu Świata na 3000/5000 m. Wyprzedziły ją jedynie Czeszka Martina Sáblíková oraz Niemka Claudia Pechstein. W zawodach tego cyklu odniosła jedno zwycięstwo: 20 listopada 2010 roku w Berlinie była najlepsza w biegu na 3000 m. Nigdy nie zdobyła medalu mistrzostw świata; jej najlepszym wynikiem było czwarte miejsce na dystansie 3000 m wywalczone podczas dystansowych mistrzostw świata w Inzell w 2011 roku. Walkę o medal przegrała tam z Niemką Stephanie Beckert. Była też między innymi piąta na rozgrywanych rok wcześniej wielobojowych mistrzostwach świata w Heerenveen. W 2010 roku wzięła też udział w igrzyskach olimpijskich w Vancouver, gdzie razem z Catherine Raney-Norman, Jennifer Rodriguez i Nancy Swider-Peltz, Jr. zajęła czwarte miejsce w biegu drużynowym. Indywidualnie zajęła między innymi ósme miejsce w biegu na 5000 m. Na rozgrywanych cztery lata później igrzyskach w Soczi była między innymi szósta w biegu drużynowym i dziesiąta na dystansie 3000 m.